# Oddone IV
Oddone IV o Ottone (... – 8 agosto 1142) è stato un vescovo cattolico italiano.
È stato vescovo di Asti tra il 1134 ed il 1142.

## Biografia
Oddone comparve per la prima volta in un documento di condanna il 30 aprile 1133 del papa Innocenzo II, verso l'antipapa Anacleto. erano presenti alla redazione del documento anche i vescovi Roboaldo di Alba, Guido d'Ivrea e O.di Cremona.
Oddone, secondo il Savio, era canonico di Sant'Eusebio a Vercelli. Diventato vescovo, ricevette nel 1134 dai figli della contessa Adelaide di Susa, il castello di Mombasilio nel marchesato di Ceva.
Oddone ebbe dei violenti contrasti con il Comune astese probabilmente per le rivendicazioni sul potere temporale che il vescovo voleva esercitare sulla città.
In seguito a questa controversia, alcuni storici affermarono, che gli astigiani allontanarono Oddone e solamente con l'aiuto di Amedeo conte di Savoia nel 1137 poté ritornare sulla sedia di Asti.
I principali cronisti medievali astigiani Guglielmo Ventura ed Ogerio Alfieri, non fanno menzione di questa "cacciata del vescovo", ma parlano solamente di forti contrasti tra le due parti e sia il Gabiani che il Vergano ipotizzarono che le due parti avessero raggiunto un accomodamento prima che la situazione precipitasse.
Ancora due documenti citano il vescovo Oddone:un'ingiunzione del 1140 (circa) del papa Innocenzo II che ordinò ad Ugo preposto di Masio di obbedire ad Oddone e un atto di donazione del vescovo alla chiesa di Sant'Anastasio l'8 aprile 1142.
Oddone morì l'8 agosto 1142.